# Nicholas Rowe

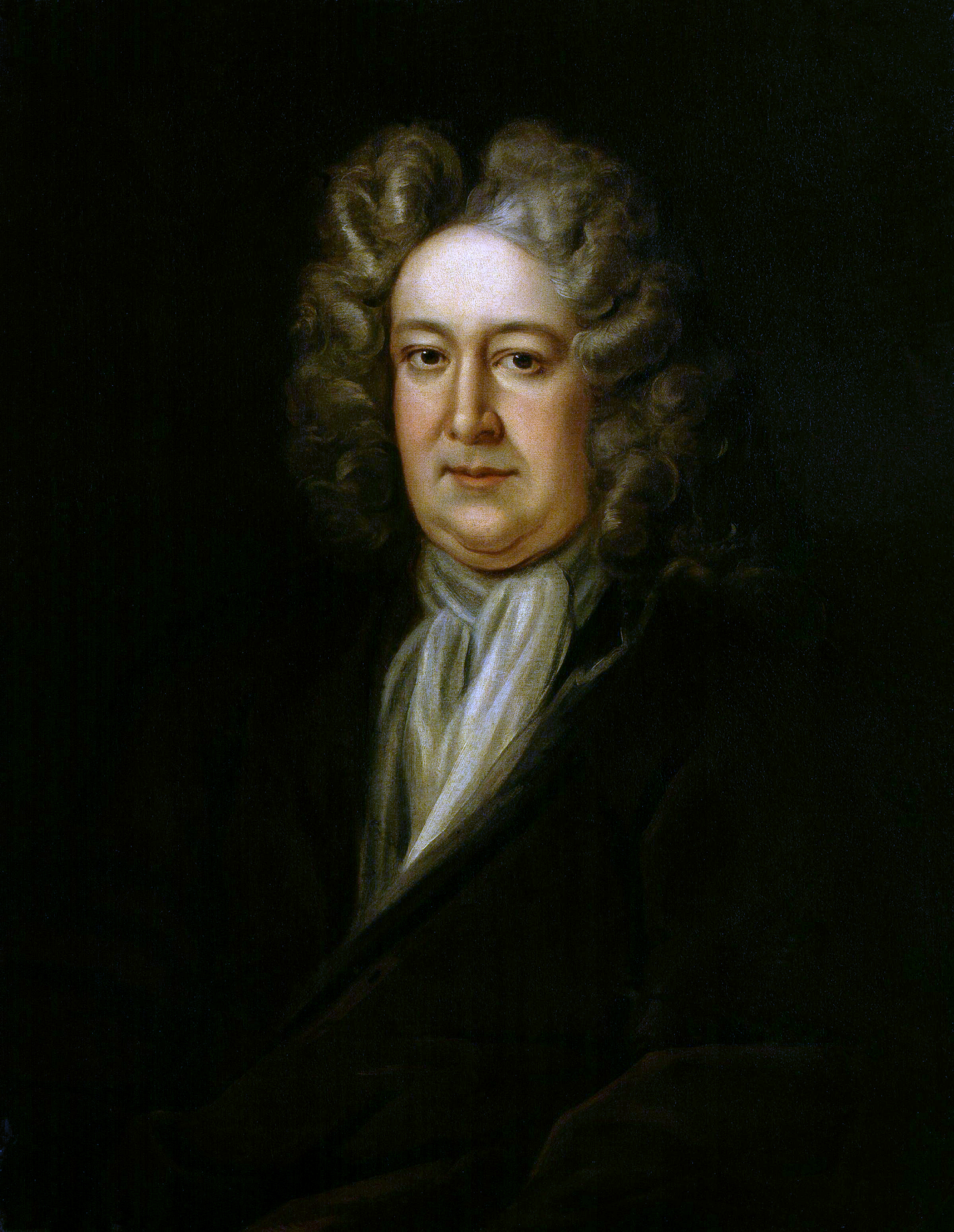
Nicholas Rowe

Nicholas Rowe (Little Barford, Bedfordshire, 20 juni 1674 – Londen, 6 december 1718) was een Engels dichter en toneelschrijver. Hij werd in 1715 benoemd tot Poet Laureate als opvolger van Nahum Tate. 
Rowe was een zoon van de advocaat John Rowe en diens vrouw Elizabeth Edwards. Hij bezocht Westminster School in Londen en schreef zich in 1691 in voor een rechtenstudie aan de Middle Temple.
Toen hij 19 was overleed zijn vader. Hij erfde diens fortuin en besloot vervolgens zich toe te leggen op de literatuur, mogelijk daartoe geïnspireerd door zijn vrienden Alexander Pope en Joseph Addison.
In 1700 werd zijn eerste stuk geproduceerd, The Ambitious Stepmother, waarin Willem III als veroveraar wordt opgevoerd. In 1701 volgde Tamerlane, dat al meer succes had, en in 1703 vestigde hij zijn naam met het succesvolle The Fair Penitent, dat een bewerking was van 'The Fatal Dowry' van Philip Massinger en Nathan Field. In dit stuk wordt de figuur Lothario ten tonele gevoerd, een naam die vervolgens een Engelse uitdrukking zou worden voor een  knappe mannelijke verleider. De rol werd met veel succes gespeeld door David Garrick. De tragedie werd geprezen door de befaamde criticus Samuel Johnson.
Hierna probeerde hij een komedie te schrijven, maar The Biter uit 1704 werd geen succes. Hij keerde daarop terug naar de tragedie en produceerde achtereenvolgens Ulysses (1705), The Royal Convert (1707) en het succesvolle The Tragedy of Jane Shore, over een van de vele maîtresses van Eduard IV van Engeland. Zijn laatste stuk, dat dateert uit 1715, was The Tragedy of Lady Jane Grey en had niet veel succes. 
Verder is Rowe bekend gebleven als redacteur van het werk van William Shakespeare, de eerste moderne bewerking na de First Folio. Zijn werk bestond uit het indelen van de stukken in aktes en scènes, het toevoegen van lijsten van dramatis personae en regie-aanwijzingen en het herstellen van ingeslopen fouten, waardoor de teksten begrijpelijker werden. Ook schreef hij een korte biografie van Shakespeare onder de titel  Some Account of the Life &c. of Mr. William Shakespear. 
Naast de toneelstukken publiceerde Rowe ook poëzie: 
- A Poem upon the Late Glorious Successes of Her Majesty's Arms (1707)
- Poems on Several Occasions (1714)
- Maecenas. Verses occasion'd by the honours conferr'd on the Right Honourable Earl of Halifax (1714)
- Ode for the New Year MDCCXVI (1716)

Rowe is tweemaal getrouwd geweest en had uit beide huwelijken een kind, een zoon John en een dochter Charlotte. Na zijn dood ontving zijn weduwe een pensioen van George I als dank voor zijn vertaling en parafrase van de Pharsalia van Marcus Annaeus Lucanus.
Hij werd begraven in de Poets' Corner van Westminster Abbey.